# 제로 (1972년)
박성철(1972년 5월 14일 ~ )은 예명 제로(Zero)로 잘 알려진 대한민국의 가수이다. 1994년 밴드 ISSUE의 보컬로 데뷔하였다. 1998년부터는 사이버 가수 아담의 보컬로 활동을 시작했다. 2001년 《아름다운 날들》의 극중에서 류시원이 연기한 사이버 가수 제로가 부른 노래가 실제로 본 가수가 부른 노래로, 예명을 제로로 선택하였다.